# Gunnar Sköld

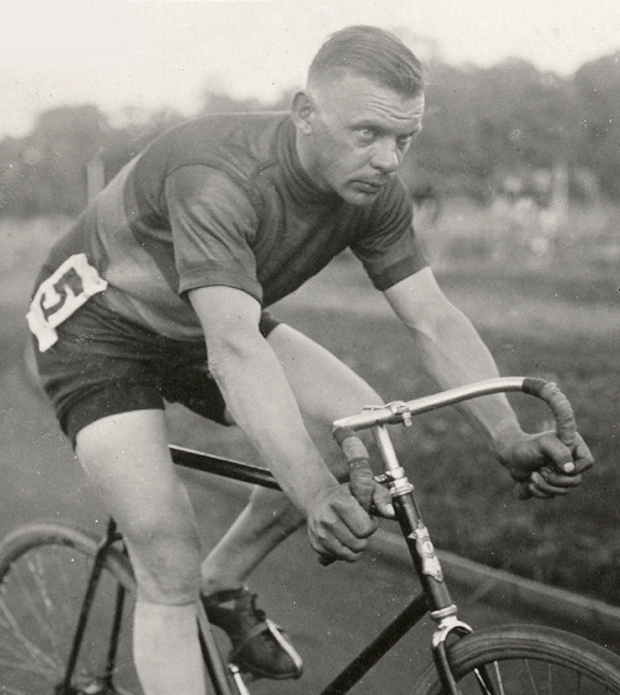
Gunnar Sköld, jaren '20

Alf Gunnar Sköld (Västerås, 24 september 1894 - aldaar, 24 juni 1971) was een Zweedse wielrenner.

## Carrière
In Kopenhagen werd hij de eerste wereldkampioen wegwielrennen bij de amateurs in 1921. In 1922 werd hij 4e. Hij was tot 1948 de enige Zweedse wereldkampioen bij de amateurs tot Harry Snell dit ook lukte.
Sköld deed ook mee aan de Olympische Zomerspelen 1924 en werd 4e in de individuele rit op de weg. Met de Zweedse ploeg pakte hij het brons op het ploegentijdrit, achter winnaar Frankrijk en België. Het team bestond uit Sköld, Erik Bohlin en Ragnar Malm. De achterstand op Frankrijk was bijna een half uur en op België bijna een kwartier. De voorgift op nummer 4 Zwitserland was ruim 10 minuten.
In 1925 reed hij nog 1 seizoen, voordat hij zijn wielerloopbaan beëindigde. Hij werkte nog voor zijn wielerploeg Uppsala CK als vice-president en had zijn eigen wielerwinkel.
- Bibliothèque nationale de France: cb17072239n (data)
- International Standard Name Identifier: 0000 0004 5971 9802
- Virtual International Authority File: 6383147605371057760000